# Mladějovice
Mladějovice (Duits: Bladowitz) is een Tsjechische gemeente in de regio Olomouc, en maakt deel uit van het district Olomouc. Mladějovice telt 634 inwoners (2006). Op het grondgebied van de gemeente bevindt zich de spoorweghalte Mladějovice aan de spoorlijn van Olomouc naar Šumperk.

## Geschiedenis
- 1131 – De eerste schriftelijke vermelding van de gemeente.
- 1961 – De toenmalige gemeente Mladějovice gaat samen met Komárov en Řídeč tot de nieuwe gemeente Mladějovice.
- 1979 – De gemeente, inclusief Komárov en Řídeč, wordt geannexeerd door Šternberk.
- 1990 – De gemeente Mladějovice verkrijgt opnieuw haar zelfstandigheid (ook Komárov en Řídeč worden zelfstandig).[1]

## Aanliggende gemeenten
| Aangrenzende gemeenten | Aangrenzende gemeenten | Aangrenzende gemeenten | Aangrenzende gemeenten | Aangrenzende gemeenten |
| ---------------------- | ---------------------- | ---------------------- | ---------------------- | ---------------------- |
|                        |                        | Paseka, Komárov        |                        | Řídeč                  |
|                        |                        |                        |                        |                        |
| Újezd                  | Šternberk              |                        |                        |                        |
|                        |                        |                        |                        |                        |
|                        |                        | Hnojice                |                        | Babice                 |

Babice · Bělkovice-Lašťany · Bílá Lhota · Bílsko · Blatec · Bohuňovice · Bouzov · Bukovany · Bystročice · Bystrovany · Červenka · Charváty · Cholina · Daskabát · Dlouhá Loučka · Dolany · Doloplazy · Domašov nad Bystřicí · Domašov u Šternberka · Drahanovice · Dub nad Moravou · Dubčany · Grygov · Haňovice · Hlásnice · Hlubočky · Hlušovice · Hněvotín · Hnojice · Horka nad Moravou · Horní Loděnice · Hraničné Petrovice · Huzová · Jívová · Komárov · Kozlov · Kožušany-Tážaly · Krčmaň · Křelov-Břuchotín · Liboš · Lipina · Lipinka · Litovel · Loučany · Loučka · Luběnice · Luká · Lutín · Lužice · Majetín · Medlov ·
Měrotín · Město Libavá · Mladeč · Mladějovice · Moravský Beroun · Mrsklesy · Mutkov · Náklo · Náměšť na Hané · Norberčany · Nová Hradečná · Olbramice · Olomouc · Paseka · Pňovice · Přáslavice · Příkazy · Řídeč · Samotišky · Senice na Hané · Senička · Skrbeň · Slatinice · Slavětín · Štarnov · Štěpánov · Šternberk · Strukov · Střeň · Suchonice · Šumvald · Svésedlice · Těšetice · Tovéř · Troubelice · Tršice · Újezd · Uničov · Ústín · Velká Bystřice · Velký Týnec · Velký Újezd · Věrovany · Vilémov · Vojenský újezd Libavá · Želechovice · Žerotín